# Polynema longum
Polynema longum är en stekelart som först beskrevs av Soyka 1956.  Polynema longum ingår i släktet Polynema och familjen dvärgsteklar. Arten är reproducerande i Sverige. Inga underarter finns listade i Catalogue of Life.